# 中島零
中島 零（なかじま れい）は、日本の漫画家、イラストレーター。東京都出身。男性。

## 人物
- ラーメンやうどん、蕎麦などの麺類と、ピザ、ビールを好む。
- 趣味はMTB、車、洋画。
- 萌え系の好みは、「委員長」と「メイド（ロボ）」。

## 漫画作品
本稿に記載のほか多数のアンソロジーやイラスト、読み切り作品が存在。

### 連載中
- ダメスキル【自動機能】が覚醒しました 〜あれ、ギルドのスカウトの皆さん、俺を「いらない」って言ってませんでした?〜 - 作画担当、マガジンポケット2021年9月7日 - 連載中（講談社）
- 念願の悪役令嬢（ラスボス）の身体を手に入れたぞ！- 作画担当、マガジンポケット2023年10月20日 - 連載中（講談社）

### 連載終了作品
- Saint Demonish Night - カラフルBee1997年12月号 - 1999年3月号（不定期連載）（ビブロス）
  - Saint Demonish Night EVOLUTION - カラフルBee1999年5月号 - 2001年1月号（不定期連載）（ビブロス）
- ナースウィッチ小麦ちゃんマジカルて - コミカライズ、ヤングアニマル嵐vol.9 - 20、ヤングアニマル2003年10月10日号（白泉社）
- いぬみみ - ヤングアニマルあいらんどno.3、ヤングアニマル嵐2001年6号 - 2007年6号（白泉社）
- ぴことぴけ - コミックガム2008年8月号 - 2009年10月号（ワニブックス）
- 恋検 - ヤングアニマルあいらんどno.10 - 20（白泉社）
- 車上童 - ヤングアニマルDensi2013年6月7日 - 2014年1月17日（白泉社）

### 読み切り
一部は前後編や続編が作られた読み切り。
- 委員長うはうは大作戦 - カラフルBee1997年1月号（ビブロス） ※Saint Demonish Nightに収録
- SISTER - カラフルBee1997年3月号（ビブロス） ※Saint Demonish Nightに収録
- 今そこら辺にある危機 - カラフルBee1997年5月号・6月号（ビブロス）
- 彼女の鍵 - カラフルBee1997年8月号（ビブロス）
- Crimson Rabbits - コミックパレット1999年8月号、11月号、2000年3月号（メディアックス）
- Quick Delivery Dispute - コミックガム2001年4月号（ワニブックス） ※中島零作品集ゼロに収録
- cure - コミック魔翔2001年7月号（三和出版）
- ぼくのなつやすみ前後編 - コミックガム2001年8・9月号（ワニブックス） ※中島零作品集ゼロに収録
- Maid With Love - メガキューブvol.8、vol.20、コミックメガプラスVol.15（コアマガジン）
- どきどきインスピレーション - コミックガム2002年1月号（ワニブックス） ※中島零作品集ゼロに収録
- Black Bird前後編 - コミックガム2002年7・8月号（ワニブックス） ※中島零作品集ゼロに収録
- ひまわり自動車学校へようこそ! - コミックガム2003年2月号（ワニブックス）
- ToHeart2 trial story -　ヤングアニマルあいらんどno.2 2004年12月（白泉社）
- ユキワリソウ前後編 - コミックガム2005年5・6月（ワニブックス）

### 単行本
- Saint Demonish Night - カラフルコミックス（ビブロス）
  - Saint Demonish Night新装版 - デルタコミックス
  - Saint Demonish Night EVOLUTION - オレンジコミックス（雄出版）
- 中島零作品集「0」 - ガムコミックス（ワニマガジン）
- ナースウィッチ小麦ちゃんマジカルて - 全2巻、ジェッツコミックス（白泉社）
- いぬみみ - 全3巻、ジェッツコミックス（白泉社）
- ぴことぴけ - 全2巻、ガムコミックスプラス（ワニブックス）
- 恋検 - 全2巻、ジェッツコミックス（白泉社）
- 車上童 - ジェッツコミックス（白泉社）
- ダメスキル【自動機能】が覚醒しました 〜あれ、ギルドのスカウトの皆さん、俺を「いらない」って言ってませんでした?〜 - 既刊10巻、KCデラックス（講談社）
- 念願の悪役令嬢（ラスボス）の身体を手に入れたぞ！ - 既刊6巻、マガジンポケットコミックス（講談社）